# Carmel de la Très-Sainte-Trinité de Notting Hill
Le carmel de la Très-Sainte-Trinité (Carmelite Monastery of the Most Holy Trinity) est un monastère de religieuses de l'ordre du Carmel situé à Londres en Angleterre dans l'archidiocèse de Westminster. Il a été fondé en 1878 et il est dédié à la Trinité.

## Histoire
Le premier carmel anglais à être installé en Angleterre après la Réforme est celui de Darlington en 1794, époque où les lois deviennent moins sévères envers les catholiques. Le monastère de Notting Hill quant à lui est fondé le 29 septembre 1878 à Notting Hill par sept carmélites envoyées du carmel de Paris (descendant du carmel de l'Incarnation de la rue Saint-Jacques fondé en 1603 par six filles de sainte Thérèse d'Avila venues d'Espagne en 1605, et sous la protection du futur  cardinal de Bérulle, aumônier du roi, et de Catherine d'Orléans-Longueville), ce sont deux Anglaises (dont une sœur du 15e duc de Norfolk qui se porta acquéreur du terrain) et cinq Françaises. Le carmel construit à cet effet donne à St. Charles Square et se trouve sur un terrain de quatre acres entouré de murs de sept mètres de hauteur. Le carmel est construit à partir du printemps 1877 selon les dessins de l'architecte F. H. Pownall et la première pierre de la chapelle est posée par le cardinal Manning. Le monastère est agrandi en 1893-1894.
Pendant la première moitié du XXe siècle, ce carmel a été à l'origine de plusieurs fondations de carmels en Angleterre, au Pays de Galles  et en Écosse, grâce au zèle de sa prieure, Mère Marie de Jésus. Née Madeleine Dupont en 1851 en France, elle entre au carmel de l'Incarnation de Paris en 1872, à une époque où le pays sort de la guerre et où les républicains commencent une politique anticléricale. Elle est envoyée pour la fondation de Notting Hill en 1878 et fait une expérience personnelle profonde de prière contemplative en union avec Dieu. Elle est élue prieure en 1883. En soixante ans de priorat, elle donne l'habit à cent quatre-vingt quatorze postulantes, chiffre remarquable. Elle meurt en 1942 à l'âge de 91 ans, ayant fondé entre 1907 et 1938, trente-trois carmels dans tout le pays. Au début du XXIe siècle, il existe en Grande-Bretagne quinze carmels désormais : onze en Angleterre, trois en Écosse et un au Pays de Galles. Plus de deux cents carmélites y vivent.
Les religieuses du carmel de Notting Hill, une vingtaine aujourd'hui, vivent de la confection d'hosties. Les carmélites dédient entièrement leur vie à Dieu, comme réponse radicale à son appel. Après des temps de visite à la communauté, la future carmélite devient postulante de six à dix-huit mois, période de transition graduelle vers la vie religieuse. Lorsqu'elle est prête, elle reçoit l'habit avec un voile blanc de novice pour une période de deux ans d'études où elle approfondit la spiritualité du carmel, se familiarise avec l'Écriture Sainte, la théologie et la liturgie sous les conseils de la maîtresse des novices. L'étape suivante est la profession pour trois ans des vœux de pauvreté, chasteté et obéissance au sein de l'ordre, tout en continuant sa formation. Ensuite, ce sont les vœux perpétuels permettant à la religieuse d'approfondir son don total.

## Filmographie
Le monastère a fait l'objet d'un documentaire filmé de Michael Whyte sorti en 2010, De silence et d'amour.